# Hort vom Bredon Hill
Der Hort vom Bredon Hill ist ein Hortfund von 3784 römischen Silbermünzen (etwa 11 kg), der 2011 mittels Metalldetektoren auf der Woollas Hall Farm auf dem Bredon Hill im  Süden von Worcestershire in England gemacht wurde. 

## Fundgeschichte
Der Fundort liegt etwa 400 Meter nördlich von Kemerton Camp, einem eisenzeitlichen Hillfort. Auf dem Hügel gibt es römische Erdwälle und eine Reihe antiker Menhire. Ein Stein auf dem Gipfel heißt Banbury Stone und leitet sich von „Baenintesburg“ ab, einem Namen für die Festung im 8. Jahrhundert. 
Die Münzen wurden in einem Tontopf vom Typ Severn Valley entdeckt, der aus dem 3. Jahrhundert stammt und Mitte des 4. Jahrhunderts n. Chr. in einer römischen Villa vergraben worden war, die bei der archäologischen Grabung erkannt wurde. Die Münzen umfassen die Regierungszeiten von zehn Kaisern des Römischen Reiches und die von sechs Kaisern des abtrünnigen Imperium Galliarum über einen Zeitraum von 38 Jahren, von 244 bis 282. Die Münzen sind der größte römische Münzfund in Worcestershire. 
Obwohl die Münzen nominell Silbermünzen sind und einen Silbergehalt von etwa 90 % haben sollten, enthalten die meisten nur 1 % Silber. Einige Münzen, die nach der Reform des Münzsystems durch Aurelian im Jahr 274 ausgegeben wurden, sind mit den Buchstaben PXXI gekennzeichnet und haben einen Silbergehalt von etwa 5 %. 
Die von Hand geschlagenen Münzen weisen eine Reihe von Fehlern auf, wie einen Fehl- und einen Doppelschlag. In einigen Fällen wurden die Münzen mit nicht übereinstimmenden Gegenstempeln oder nur einseitig geschlagen. 